# Руффини, Аттилио
Аттилио Руффини (итал. Attilio Ruffini; 31 декабря 1925, Мантуя, Италия — 23 июня 2011, Рим, Италия) — итальянский государственный деятель, министр обороны (1977—1980), министр иностранных дел Италии (1980).

## Биография
Окончил юридический факультет Католического университета Святого Сердца. В 1946 году был избран президентом совета университета и в 1947 году — членом Национального Совета университетов (Consiglio Universitario Nazionale). Принимал активное участие в Сопротивлении, подвергался аресту со стороны немецких оккупационных властей. После освобождения вступил в ряды партизанской бригады «Ivanoe Bonomi», которая освободила Мантую и контролировала город до прихода союзников.
В послевоенное время до 1963 года занимался адвокатской практикой, переехав в Палермо, где кафедру местной католической церкви занимал его дядя — кардинал Эрнесто Руффини.
В 1945 году вступил в Христианско-демократическую партии, в которой занимал различные должности на местном и национальном уровнях. С 1969 года был членом руководства партии, руководителем политического отдела и директором Национального секретариата.
В 1963—1987 годах — член палаты депутатов итальянского парламента от ХДП, в связи с чем по закону прекратил заниматься адвокатским бизнесом. Инициировал законопроекты по реформе семейного законодательства, о возмещении судебных ошибок, об обучении иностранным языкам в начальной школе, улучшении положения инвалидов.
Активно работал в кабинетах, возглавлявшихся Джулио Андреотти:
- 1972 г. — государственный секретарь по вопросам образования,
- 1972—1974 гг. — государственный секретарь казначейства,
- 1976—1977 гг. — министр транспорта,
- 1977—1980 гг. — министр обороны. В связи с тесными политическими связями с премьером, неоднократно подозревался рядом итальянских СМИ в связях с мафией,
- 1980 — министр иностранных дел Италии в кабинете Франческо Коссиги. Занимал пост Председателя Совета Европейских Сообществ. На этом посту выступил с осуждением введения советских войск в Афганистан,
- 1983—1987 гг. — председатель парламентского комитета по обороне.

В 1987 году не был включён в предвыборный список ХДП и до 1994 года занимался адвокатской деятельностью.
Эссеист и лектор, он получил почётную степень в области права в Католическом университете Буэнос-Айреса, и в области социологии в университете Эль-Сальвадор, а также стал почётным профессором философии в университете Кеннеди Буэнос-Айреса.